# José Aldana
José Manuel Aldana (Valladolid, 1758-Ciudad de México, 1810), fue un compositor, violinista, clavecinista y director de orquesta novohispano. Fue autor de numerosas obras religiosas.
En 1786 empezó como violinista de la orquesta del Coliseo de México. Su música se conservó en la Catedral de México y en la Iglesia de Santa Rosa de Morelia. Su estilo tiene una fuerte influencia de Haydn.
Tiene una misa que fue interpretada por Carlos Chávez en Nueva York en 1940.